# Arthur Bosmans
Arthur Louis Joseph Jean Bosmans (Sint-Gillis, 13 oktober 1908  – Bélo Horizonte, 14 mei 1991) was een Belgisch dirigent en componist.
Hij was zoon van Arthur Dominique Philippe Bosmans en Marie Octavie Neijskens. Hijzelf was getrouwd met de Braziliaanse actrice Walkyria de Oliveira. Zoon Jaak Bosmans werd pianist en dirigent. In Belo Horizonte is de Rua Maestro Arthur Bosmans naar hem vernoemd.
Hij bespeelde de viool, piano, klarinet en trompet en was enige tijd lid van het Symfonisch Orkest van Bergen.
Hij was grotendeels autodidact en diende eerst bij de Belgische marine (1926-1931). Tijdens de Wereldtentoonstelling van 1935 in Brussel was er een Bosmansconcert. In de daarop volgende tijd studeerde hij enige tijd directie bij Désiré Defauw en Löwenstein en was lid van het Philharmonisch Orkest van Antwerpen. In 1938 was hij redacteur bij Revue Musicale Belge en directeur bij Ballet Belowa. Bij het uitbreken van de Tweede Wereldoorlog zat hij weer in de marine en was aanwezig bij de overbrenging van troepen over Het Kanaal. Vanuit Londen raakte hij in Lissabon, alwaar zijn werk werd uitgevoerd. Hij maakte daar ook kennis met Darius Milhaud en dankzij hem geraakte hij in Brazilië. In Brazilië ontmoette hij onder meer Heitor Villa-Lobos. In het seizoen 1941/1942 was hij dirigent van een het symfonieorkest van Belo Horizonte en docent aan het Braziliaans conservatorium van (Universidade Federla de Minas Gerais). Hij dirigeerde er toen tevens Pro Musica en de symfonieorkesten van São Paulo en Rio de Janeiro. In het seizoen 1943 zette hij zijn dirigentschap in Brazilië voort, als leider van het plaatselijk symfonieorkest van Bela Horizonte. In 1953 liet hij zich tot Braziliaan naturaliseren.
Zijn compositie De straat/La rue, een symfonisch gedicht haalde in 1933 een eerste prijs bij een wedstrijd genoemd naar César Franck van het Conservatorium van Luik. Een andere prijs kreeg hij van de Académie Internationale de Lutece in 1975 (gouden medaille voor klassieke muziek).
Werken:
- La rue (César Frack-prijs in Parijs)
- La nuit hindouw
- Suite Sud Américaine
- La vie en bleu
- James Ensor suite
- Ballade voor piano en strijkkwartet
- Erasmus van Rotterdam (filmmuziek)
- 24 Horas de Sueno
- O Brasiliero
- Joao de Sousa
- Visiones de la guerra (ballet)

- Bibliothèque nationale de France: cb14842689n (data)
- Gemeinsame Normdatei: 1089748655
- International Standard Name Identifier: 0000 0003 9824 6561
- Library of Congress Control Number: no92032710
- MusicBrainz: 1be55c64-66c7-4fd7-a8e3-44683bab58f7
- Virtual International Authority File: 59351996